# 何華超
何華超（英語：Tony Wa-chiu Ho，1964年11月4日—），香港舞蹈員及電影演員。他是在1982年由無綫電視藝員訓練班舞蹈員出身，八十年代為多個大型節目伴舞，除TVB節目外，也為港台的大型歌唱節目伴舞，之前為簽在成龍經理人，之後在1997年拍攝《去年烟花特别多》而一直至今。而代表作為《復仇者之死》、《3D肉蒲團之極樂寶鑑》等。

## 軼事
很多人以為名稱是「何超華」，事實上正確名稱是「何華超」，所以很多影迷們都會叫錯名字，但對他來說其實沒影響。至於家庭方面，他已婚，並育有兩名兒子，長子何浚賢。

## 演出

### 電視劇集
- 2000年：《性本善》
- 2004年：《賭海迷途 第1輯》飾 Rebecca 老公
- 2006年：《鐵窗邊緣》飾 阿欣爸爸
- 2006年：《賭海迷途 第二輯》飾 李基
- 2015年：《火速救兵III》飾 鄭保羅
- 2018年：《火速救兵IV》飾 江劍秋（單元一）
- 2018年：《冒险王卫斯理之無名髮》飾
- 2015年：《風雲天地》飾 屠傑
- 2012年：《火速救兵II》飾 Ben（第2集）
- 2012年：《賭海迷徒》
- 2011年：《廉政行動2011》飾 張　東（單元二《黑白線》）
- 2010年：《火速救兵》飾 劈　頭（第2集）
- 2010年：《證義搜查線》飾 馬 Sir（第1-2集）
- 2006年：《愛火花》 （單元《危險處境》，合作演員：樋口明日嘉、黃夏蕙、夏金城）
- 2016年：《反黑》 飾 盲超
- 2020年：《打天下》 飾 張日峰
- 2020年：《熟女強人》飾 馮曉華、梓謙之上司
- 2021年：《無限斜棟有限公司》飾 李振中
- 2022年：《繩角》飾 范軍
- 2023年：《殺手廢J》飾 Green
- 2024年：《瑪嘉烈與大衛系列 絲絲》 飾演 Paul、《十七年命運週期》飾 訓導主任蔡老師
- 2025年：《三命》飾 楊二郎

### 電影
- 1998年：《去年烟花特别多》、《行運一條龍》
- 1999年：《4x100水著份子》、《夜叉》、《爆裂刑警》、《半支烟》、《阴魂不散》
- 2000年：《公元2000》、《生人勿近之邪花》、《古惑女2》、《火爆刑警》
- 2001年：《重装警察》、《特警新人王》、《阴阳爱》、《不死情谜》、《靓女差馆》、《千禧愿》、《火拼时速2》、《知法犯法》
- 2002年：《山狗2003》、《無間道》、《忧忧愁愁的走了》、《禁室培欲3》、《野狼》、《叠影杀机》
- 2003年：《凶男寡女》、《无间行动》、《新警察故事》、《80日环游世界》、《飞虎雄师》、《精装追女仔2004》
- 2004年：《双子》、《追击八月十五》、《江湖》
- 2005年：《小心眼》、《死心不息》、《千杯不醉》、《猛龙》、《禁室培慾之愛的俘虜（紅蜘蛛女）》、《三岔口》
- 2006年：《導火綫》、《一搂一鬼》、《大丈夫2》、《时光倒流的话》、《杀警》、《魔鬼天使》、《四大天王》(演员、舞蹈编排)、《宝贝计划》
- 2007年：《雾》、《三条窄路》、《十分钟情》(路漫漫鸡蛋赤赤红)、《头七》、《戏王之王》
- 2008年：《乐火男》、《孩》（以上為演员及舞蹈编排員）
- 2009年：《Red Night》（法国电影）、《援交》、《游龙戏凤》
- 2010年：《复仇者之死》、《3D肉蒲团之极乐宝鉴》
- 2011年：《寒戰》、《保衞戰隊之出動喇！朋友！》
- 2012年：《一路向西》
- 2013年：《飛虎出征》、《激戰》、《奇幻夜》
- 2014年：《賭城風雲》、《3D冰封俠：重生之門》、《天師鬥殭屍》、《唐伯虎衝上雲霄》、《Z風暴》
- 2015年：《鴨王》、《壹獄壹世界：高登闊少踎監日記》， 《雛妓》
- 2016年：《鴨王2》、《賭城風雲III》、《寶貝當家》《導火新聞線》
- 2017年：《拆彈專家》、《明月幾時有》、《常在你左右》
- 2018年：《洩密者》
- 2020年：《手捲煙》
- 2022年：《深宵閃避球》、《被消失的凶案》
- 2023年：《潛行》

微電影：
- 《 自投羅網》（ 共三集）（ 二零一五年十二月二十七日至二零一六年一月十日在香港電臺一「警訊」節目內播出 ）

## 外部連結
- 何華超Tony的新浪微博
- 何華超在互联网电影资料库（IMDb）上的資料（英文）（英文）
- 在AllMovie上何華超的頁面（英文）
- 何華超在香港影庫上的簡介
- 何華超在豆瓣上的资料（简体中文）
- 何華超在时光网上的簡介（简体中文）
- 《FACE 週刊》- 鹹片王多巨星fd 《3D肉蒲團》寧王城城打地鋪 （页面存档备份，存于）